# 史蒂文·皮纳尔
史蒂文·杰罗梅·皮纳尔（英語：Steven Jerome Pienaar，1982年3月17日—），出生於南非约翰内斯堡，南非足球运动员，司職翼鋒、中場。

## 生平

### 球會
派拿職業生涯開始於阿積士在南非的衛星球隊阿積士開普敦，於2001年前往歐洲。2002年2月24日首次代表阿積士出戰荷蘭國內聯賽，派拿在阿積士司職進攻中場，以細膩的腳下技術和突破成名。2001/02賽季一共出場8次入球1個。2002/03賽季派拿更是牢牢佔據了阿積士中場核心的位置。
2006年加盟德甲球隊多蒙特，被視為路斯基的替代品，但是派拿完全沒有擔負起這個重任，他身穿路斯基留下的10號球衣，但在德甲一年都碌碌無為，整個賽季在德甲出場25次，沒有進球，僅助攻1次。
2007年被外借至英超球隊愛華頓一年，2008年以200萬英鎊正式加盟。加盟後派拿改為出任左翼鋒，這和他本身的身體條件也有關係，他的身體劣勢在邊路不會太過明顯，在愛華頓隊內他是技術最好的球員之一，也是前場突擊能力最強的球員，在阿迪達受傷之後中場最有創造力就是他了。可惜派拿的入球能力太低，這也是他以攻擊型中場出道至今也未能成為頂級球員的原因。
雖然派拿獲選2010年球會年度最佳球員，但2010/11年球季上半季發揮未如理想，上陣20場僅入1球，由於一直未能談妥續約，領隊決定將於夏季約滿的派拿出售套現，熱刺首先出價200萬英鎊被拒，另一支倫敦球隊車路士出價300萬英鎊獲得接納，但派拿不願轉投，其後熱刺「加碼」至250萬英鎊，2010年1月18日派拿在其Twitter留言證實加盟熱刺，簽約四年。
但派拿一直未獲熱刺領隊哈里·雷德克纳普領隊重用，更於2012年1月31日轉會窗關閉前被外借返回愛華頓直至球季結束。

### 國家隊
派拿早於2002年便已經入選國家隊參與2002年世界盃足球賽。一直都是球隊的核心球員，2008年非洲國家杯足球賽、2009年洲際國家盃及2010年世界盃足球賽派拿都有出席。
國際賽入球
| # | 日期          | 地點           | 對賽球隊   | 入球 | 賽果 | 競賽               |
| - | ------------- | -------------- | ---------- | ---- | ---- | ------------------ |
| 1 | 2004年7月3日  | 南非约翰内斯堡 | 布吉納法索 | 1–0  | 2–0  | 2006年世界盃外圍賽 |
| 2 | 2005年3月26日 | 南非约翰内斯堡 | 乌干达     | 2–1  | 2–1  | 2006年世界盃外圍賽 |

## 榮譽
阿積士
- 荷蘭甲組足球聯賽 冠軍：2001/02年、2003/04年
- 荷蘭盃 冠軍：2001/02年、2005/06年
- 告魯夫盾 冠軍：2002年、2005年

個人
- 南非年度最佳球員：2009年